# Trabazos
Trabazos ist ein nordspanischer Ort und Hauptort einer 838 Einwohner (Stand: 2024) zählenden Gemeinde (municipio) in der Provinz Zamora in der Autonomen Gemeinschaft Kastilien-León. Zur Gemeinde gehören auch die Weiler Latedo, Nuez, San Martín del Pedroso und Villarino tras la Sierra.

## Lage und Klima
Trabazos liegt zwischen zwei Bachläufen im äußersten Westen der Provinz Zamora in einer Höhe von ca. 680 m an der Grenze zu Portugal. Die Provinzhauptstadt Zamora ist etwa 68 Kilometer (Fahrtstrecke) in ostsüdöstlicher Richtung entfernt. Die nordportugiesische Stadt Bragança befindet sich dagegen nur etwa 28 Kilometer westlich. Die winterlichen Temperaturen sind durchaus kühl, im Sommer dagegen ist es warm bis heiß; Regen (ca. 676 mm/Jahr) fällt mit Ausnahme der Sommermonate übers ganze Jahr verteilt.

## Bevölkerungsentwicklung
| Jahr      | 1970 | 1981 | 1991 | 2001 | 2011 | 2021 |
| Einwohner | 1406 | 1226 | 985  | 952  | 1021 | 835  |

Der deutliche Bevölkerungsrückgang seit den 1950er Jahren ist im Wesentlichen auf die Mechanisierung der Landwirtschaft, die Aufgabe bäuerlicher Kleinbetriebe und den daraus resultierenden Arbeitsplatzmangel auf dem Land zurückzuführen (Landflucht).

## Wirtschaft
Die Landwirtschaft (vor allem Viehzucht und Gemüseanbau) spielt traditionell die größte Rolle im Wirtschaftsleben der Gemeinde. Daneben fungierte der Ort bereits im Mittelalter als Handels-, Handwerks- und Dienstleistungszentrum für die Dörfer und Weiler in der Region. Einnahmen aus dem Tourismus in Form der Vermietung von Ferienwohnungen (casas rurales) sind in den letzten Jahrzehnten hinzugekommen.

## Sehenswürdigkeiten
- Burgreste von El Pedroso
- Burgreste von Los Frenos
- Pelagiuskirche in Trabazos
- Kirche Mariä Himmelfahrt in Nuez
- Jakobuskirche
- Marienkapelle
- Martinskirche in San Martín del Pedroso